# Gonodonta bidens
Gonodonta bidens là một loài bướm đêm trong họ Noctuidae.